# Masterizzazione
La masterizzazione, in informatica ed elettronica, è il processo di scrittura di dati su un supporto di memorizzazione, eseguito con un dispositivo di masterizzazione (masterizzatore) tramite appositi software di masterizzazione. I dati vengono scritti in maniera permanente o semipermanente su supporti ottici tramite laser quali CD o DVD.
Nel caso di memorizzazione non permanente si parla invece di ReWriting.

## Processo di masterizzazione
Per creare un disco ottico, il primo passo è creare un'immagine del disco con un file system completo per il CD, e quindi masterizzarla (bruciarla, in linguaggio tecnico) sul disco con un programma specifico: l'immagine è un singolo file, memorizzato nel disco rigido, che contiene tutte le informazioni da scrivere sul disco.
Molti programmi creano l'immagine e la masterizzano in un'unica operazione, e per questo gli utenti finali non riconoscono la distinzione. Comunque, la creazione di un'immagine di un disco è un processo che richiede tempo, memoria, sia sull'HD che di CPU. La maggior parte dei programmi di masterizzazione eliminano l'immagine del disco dopo la masterizzazione, anche se l'utente può impedire che il programma cancelli l'immagine del disco, per crearne altre copie senza doverne ricostruire l'immagine ogni volta.
Ci sono anche programmi che non scrivono tutto il disco in un solo passaggio, ma consentono di scrivere una parte alla volta, consentendone l'utilizzazione come un floppy disk. Alcuni OS riconoscono un'immagine come un filesystem, e possono essere montate come dei normali dischi. Questa caratteristica può essere usata per testare un'immagine prima di masterizzarla, in modo da controllare se vi siano errori.
Tipicamente i software di masterizzazione offrono la possibilità di masterizzare CD dati, CD audio, CD-ROM e DVD, possono richiedere di impostare una velocità di scrittura (tipicamente tanto maggiore è la velocità di scrittura tanto maggiore è la possibilità di errore di scrittura) e possono richiedere all'utente la verifica del processo di scrittura alla fine del processo di masterizzazione (in alcuni casi questa può non andare a buon fine).
L'intera procedura inizia dunque con l'inserimento del disco ottico nella periferica di scrittura (masterizzatore), prosegue con il controllo del disco inserito cioè verifica se questo è masterizzabile/vuoto o meno, la selezione del tipo di disco da masterizzare, la copia in RAM di tutto ciò che deve essere masterizzato selezionandolo sul computer, la creazione dell'immagine disco ed infine l'operazione di scrittura ottica sul supporto inserito, il cui stato di avanzamento è mostrato a video all'utente.
Tipicamente un disco scritto, parzialmente o completamente, è riconoscibile dalla presenza nel lato di scrittura di un cerchio concentrico, più o meno ampio e visibile in controluce per diversa riflessione ottica, che evidenzia l'avvenuta incisione ottica sul supporto.

### Sessioni
I dati su un disco vengono scritti in sessioni. Ogni sessione consiste in un lead-in, contenente la tabella dei contenuti, l'area in cui sono scritti i dati, e il lead-out.
Il numero di tracce massimo per CD (non intese come tracce musicali, cioè brani staccati) è 99. Per ogni sessione deve essere scritta una traccia. Le tracce sono localizzate nella parte in cui vengono scritti i dati.
Nei dischi multisessione, le aree lead-in contengono l'indirizzo di memoria della parte finale dell'ultima sessione. La tabella dei contenuti scritta nell'ultima sessione serve per accedere alle tracce.

#### Tabella dei contenuti
La tabella dei contenuti (TdC) è l'area dove viene scritta la posizione dei dati sul disco. È posizionata nell'area iniziale del disco ed ha la stessa funzione della tabella delle partizioni su un Hard Disk.
Negli schemi key2Audio il danneggiamento o l'anormale scrittura della TdC è usata (e abusata) come protezione per la copia dei CD.

#### Lead-IN
L'area di lead-in di un CD è nella parte iniziale del supporto.
Contiene la TdC, e l'indirizzo di memoria del prossimo spazio libero per far partire il CD, a meno che il disco non sia chiuso o non sia multisessione.

#### Traccia
Una traccia è una continuazione di settori su un disco contenente dati. Ogni sessione può contenere una o più tracce, sia dati che audio.

### Lead-OUT
L'area di Lead-OUT è situata nella parte finale della sessione di un disco. L'area di Lead-OUT viene scritta quando viene terminata la sessione di masterizzazione del disco.
Il primo Lead-OUT occupa 13 MB circa, ogni settore di Lead-OUT seguente occupa 4 MB.

## Requisiti

### Hardware
La masterizzazione può essere effettuata su computer dotati di masterizzatore oppure su videoregistratori che includono anche la funzione di poter registrare su DVD. Inoltre esistono dispositivi stand-alone come videocamere che possono anche essere usati come masterizzatori esterni.

### Software
Per masterizzare i dischi ottici vengono richiesti degli opportuni programmi di masterizzazione (ad esempio Nero Burning ROM, BurnAware e PowerISO). All'interno di molti sistemi operativi moderni, tra cui Windows XP e Vista, alcune distribuzioni Linux e macOS è implementata una caratteristica per masterizzare CD senza ricorrere a software di terze parti.
Nei sistemi operativi di Microsoft è presente l'utilità di masterizzazione API.

### File systems
I file systems per i dischi sono: ISO-9660 (anche detto semplicemente "ISO") e Universal Disk Format (UDF). Il formato ISO è più comune per CD, mentre l'UDF lo è per i DVD.

### ISO
ISO 9660 è un formato principalmente usato sui CD. L'ISO 9660 può essere esteso a Joliet, Rock Ridge, Estensioni Amiga per Rock Ridge, El Torito, o le estensioni Apple ISO9660. Il File System Joliet è stato creato dalla Microsoft. Con questo tipo di FS è possibile avere nomi che superano la soglia normale. Rock Ridge è invece un FS proprietario, con più restrizioni sui nomi, e altro. Le estensioni Amiga consentono l'uso di attributi e commenti per i computer Amiga. El Torito crea dei CD avviabili; mentre le estensioni Apple consentono di modificare nomi, file, ecc.

### UDF
L'UDF prevede nomi di file con maiuscole e minuscole, con lunghezza massima di 255 caratteri. È stato ottimizzato per utilizzare dati di grandi dimensioni e per minimizzare la necessità di cambiamenti quando un file deve essere aggiunto o cancellato - per questo motivo è utilizzato da certi software di scrittura a pacchetti CD-R/CD-RW.